# 捷克跳棋
捷克跳棋（Czech draughts），是流行於捷克的跳棋類遊戲，規則在各地略有不同。

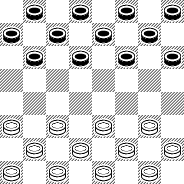
捷克跳棋初始位置

## 棋具
- 棋盤為8*8的西洋棋棋盤。

- 以兩色扁圓狀的棋子區分敵我，一體兩類，正面稱為兵，反面稱為王，每方各十二枚。

## 規則
- 兵皆放在離己方最近的三橫行的深色棋格。

- 升變：當兵停在敵方底行時，將其翻面，改稱為王，其後回合的移動改用王的方式。

- 每回合玩家可能有二種行動，以跳吃為優先：
  - 跳吃：若條件符合，必須連跳吃。跳過敵棋完後，才把該些敵棋移出棋盤。有多條路徑可跳吃時，可任意選擇一條。
    - 兵跳過一枚前斜鄰格的敵棋，落到後者的第一個空格。
    - 王跳過一枚在同斜線、中間無其他棋子的敵棋，落在後者的空格之一。在連跳过程中，可多次跳跃同一空格，但禁止第二次跳跃同一枚敵棋。

  - 無法跳吃時，移動一枚己棋到空格。
    - 兵僅能朝前斜移動一格。
    - 王能循任何斜向移动任意格数，路徑不可有其他棋子阻擋。

- 消滅所有敵棋或是讓敵棋無法移動者勝[1]。

## 外部連結
- 包含捷克跳棋的免費遊戲 （页面存档备份，存于）